# Mapleton, Minnesota
Mapleton är en ort i Blue Earth County i delstaten Minnesota, USA.